# Schlotheimia capillaris
Schlotheimia capillaris är en bladmossart som beskrevs av Georg Ernst Ludwig Hampe 1875. Schlotheimia capillaris ingår i släktet Schlotheimia och familjen Orthotrichaceae. Inga underarter finns listade i Catalogue of Life.